# Ismael Carrasco
Ismael Carrasco Rábago (Rancagua, 26 de enero de 1882 - Villa Alemana, 5 de abril de 1946) fue un militar y político radical chileno. Hijo de David Carrasco y Rosario Rábago, contrajo matrimonio con Emilia Santander Dawson.

## Carrera militar
Estudió en el Liceo de Hombres de Rancagua y en la Escuela Militar.
Viajó varias veces por Europa, en cursos de perfeccionamiento. En Alemania estuvo en el Regimiento de Artillería N.º 18 en Fráncfort, donde ascendió a Capitán. A su regreso a Chile, fue destinado al Regimiento de Artillería General Maturana.
Fue nombrado Oficial del Estado Mayor de la III División en Concepción, luego fue ayudante del Departamento de Personal del Ministerio de Guerra. Oficial de Estado Mayor del Comando de la II División y finalmente jefe de Estado Mayor de la misma división.
Durante el primer gobierno de Arturo Alessandri (1920-1925), fue nombrado prefecto de Policía de Valparaíso, por lo que estuvo alejado del Ejército. En este cargo, organizó el Hospital Policial de Valparaíso.
Al producirse el movimiento militar de 1924, fue nombrado Jefe de Sección del Departamento de Reclutamiento y Tiro hasta 1925. Tras ser restituido Arturo Alessandri, fue nombrado director general de Policía.
En un tercer viaje por Europa, fue destinado a Francia, como agregado militar en París. Comandó la Escuela de Artillería Antiaérea de Metz. Pasó a la Liga de las Naciones como representante del Ejército de Chile en la Comisión Preparatoria del Desarme.
Ascendido a Coronel, regresó a Chile y fue nombrado Comandante de la Artillería de la II División y después Inspector del Material de Guerra. Hizo curso de altos militares para generales y coroneles. Ejerció como profesor de Topografía en la Escuela Militar por varios años y organizó el Seguro de Vida del Club Militar.

## Carrera política
Se retiró del ejército en 1928, para dedicarse a actividades comerciales y políticas, estas últimas de la mano del Partido Radical, en el que militó desde 1920. Fue preso en dos ocasiones y deportado a Argentina por el gobierno del general Carlos Ibáñez del Campo. Participó del  Partido Social Republicano (1931-1935), junto a otros deportados por el gobierno del general Ibáñez y luego volvió al Partido Radical, llegando a ser su Vicepresidente nacional (1940).
Fue elegido Diputado por la 6.ª agrupación departamental de Valparaíso, Casablanca, Quillota y Limache (1932-1937), integró en este período la comisión de Defensa Nacional. Reelecto Diputado por la misma agrupación (1937-1941) (1941-1945) y (1945-1949). En estos períodos fue miembro de las comisiones de Gobierno Interior y de Economía y Comercio.
Falleció en el ejercicio de su cargo, en abril de 1946, siendo reemplazado por Enrique Wiegand Frödden (conservador), quien venció en las elecciones complementarias con 21.304 votos, contra los 7.177 de Rolando Rivas Fernández (Radical Democrático), 6.879 votos de Esteban Delgadillo (comunista) y los 1.714 votos de Francisco Vío (falangista).